# Acacia scleroxyla
Acacia scleroxyla là một loài thực vật có hoa trong họ Đậu. Loài này được Tussac miêu tả khoa học đầu tiên.